# 曹嵩
曹 嵩（そう すう、? - 194年）は、中国後漢末期の政治家、豪族。字は巨高。子は曹操ら。

## 生涯
『三国志』裴松之注引『曹瞞伝』によると夏侯氏の出身で、夏侯惇の叔父であるという。後に後漢の宦官で権勢を振るった曹騰の養子となった。
その性格は慎ましやかで、忠孝を重んじたという。官僚として司隷校尉・大司農・大鴻臚を経て、中平5年（188年）には太尉まで昇った。当時、賄賂や売官制が横行しており、曹嵩も一億銭にも上る金額を霊帝に献上し、宦官に賄賂を贈って、太尉の職についたという。
その後、黄巾の乱に始まる後漢末の大乱を避ける為に、徐州東北部の琅邪郡に家族と共に避難していたが、子の曹操が兗州に地盤を確保したことから帰還しようとした。だが、その途中で徐州牧陶謙の配下により殺害された。父の死を知った曹操は復讐のため出兵し、徐州で殺戮を行なった。
黄初元年（220年）、孫の曹丕（文帝）が献帝より禅譲を受けて魏を建国すると、曹嵩は太皇帝と追尊された。

## 子
- 曹操（魏の太祖武帝）
- 曹某（海陽哀侯）
- 曹某（曹安民の父）
- 曹彬（蘇恭公）
- 曹玉（朗陵哀公）
- 曹徳（『後漢書』「宦者伝」では父に付き従ったのは「曹疾」という名となっている。曹徳と同一人物の可能性もあるが定かではない）

子については、曹操や共に殺害された曹徳（あるいは曹疾）の他に数名散見されるが、いずれも事蹟に乏しい。『魏書』「樊安公均伝」によると、薊恭公曹彬、同じく『魏書』「東平霊王徽伝」によると、朗陵哀侯曹玉の名が見えるが、それぞれ曹操の子である曹均と曹徽を養子に迎えていたと記録されるのみである。また、『魏書』「夏侯淵伝」によると、曹操の弟である海陽哀侯と諡された人物が確認でき、その娘が夏侯衡（夏侯淵の長男）の正妻となっている。曹操の弟の娘の一人が孫匡の妻となっている。海陽哀侯についての記録は他に見えず、曹徳あるいは曹疾と同一人物なのか否かも確認できない。

## 『三国志演義』における曹嵩
小説『三国志演義』でも、脚色がいくつか施されている以外は正史とほぼ同様であり、陶謙の部下である張闓に殺害されることになっている。

## 墓所
『水経注』の巻23「陰溝水」に曹操の一族にまつわる墓所についての記載があり、曹嵩の墓所についても触れられている。1970年代に入り、中国安徽省で水経注の記載に基づく考古学調査が行われた際に多くの曹一族の墓所が発見され、曹操の宗族である曹騰や曹嵩、曹騰の兄・曹褒、その子・曹熾（曹仁、曹純の父）らの墓碑の破片なども出土した。
墓所一帯は曹操宗族墓群（中国語: 曹操宗族墓群）として2001年に中華人民共和国国務院によって中華人民共和国全国重点文物保護単位の指定を受けた。